# Giovanni Serra
Giovanni Serra (Dimaro, 8 gennaio 1894 – Modena, 2 ottobre 1959) è stato un medico e saggista italiano, studioso di malattie tropicali.

## Biografia
Bortolomeo Giovanni Giuliano, figlio di Giovanni Battista Serra (1845–1918), insegnante di scuola elementare a Dimaro, e Vittoria Pancheri (1859–1919), originaria di Samoclevo, nacque a Dimaro, in Trentino, l'8 gennaio 1894.
Frequentò l'attuale Liceo classico Giovanni Prati di Trento dove conseguì nel 1914 la maturità classica. Nel 1920, dopo aver conseguito la laurea in medicina e chirurgia presso l'Università degli studi di Padova, divenne medico condotto a Bresimo, un piccolo paese della Val di Non. In questo periodo fu anche direttore dell'ospedale locale di Lavis.
Nel 1921 sposa Carmela Ioriatti dalla quale ebbe due figlie: Renata e Lidia.
La passione per la medicina e le lingue straniere lo portarono a studiare in diverse città europee; andò a Vienna, Parigi, Anversa e Bruxelles dove si specializzò in protozoologia, parassitologia, climatologia, igiene tropicale e clinica delle malattie dell’uomo e degli animali presso l’Istituto di Malattie infettive nel 1930.
Dopo gli studi accademici si recò tra il 1930 e il 1940 in numerose colonie e stati africani per approfondire gli studi sul campo. In questo periodo divenne direttore degli ospedali di Albertville, sul lago Tanganica, di Bukama e Jadotville nel Congo belga.
Nel 1937 ottenne la libera docenza in Clinica delle malattie tropicali e subtropicali dell'Università di Roma.
Nel 1940 fondò il periodico Annali di Patologia Tropicale e Parassitologia del quale fu anche direttore; ancora dal 1940 al 1942 fu docente in clinica delle malattie tropicali e subtropicali dell'Università di Modena. Con Guido Corni fondò l'Istituto e la Scuola di specializzazione biennale per i medici della clinica.
In questa veste, ottenne la Villa Pentetorri come nuova sede della Clinica e predispose una nuova struttura didattica, riorganizzando anche il Museo. In seguito alla visita del Ministro nel 1941 la Clinica fu riconosciuta come uno dei migliori Istituti d’Europa per lo studio scientifico e clinico delle malattie tropicali e subtropicali.
Durante la seconda guerra mondiale l'Istituto di malattie tropicali di Modena fu distrutto da un bombardamento alleato nel 1944.
Nei tumultuosi anni della guerra civile in Italia non si perse d’animo e dal 1945 riprese il suo corso libero nell’Università di Modena, collaborando ancora alla preparazione degli specializzandi. Si occupò dell’influenza del clima tropicale sulle funzioni organiche delle popolazioni caucasiche e sulla terapia, diagnosi e profilassi della lebbra e della malaria, della parassitosi intestinale e di altre patologie, con l’intento di completare lo studio clinico con le relative proposte terapeutiche.
Dal 1 gennaio 1943 entrò a far parte dell'Accademia Roveretana degli Agiati. Nel 1957 divenne membro dell’Accademia di scienze, lettere ed arti di Modena e membro della Società dei naturalisti di Modena.
A Dimaro gli è intitolata la piazza dove ha sede il comune di Dimaro Folgarida. A Modena gli è stata dedicata una via.

## Opere

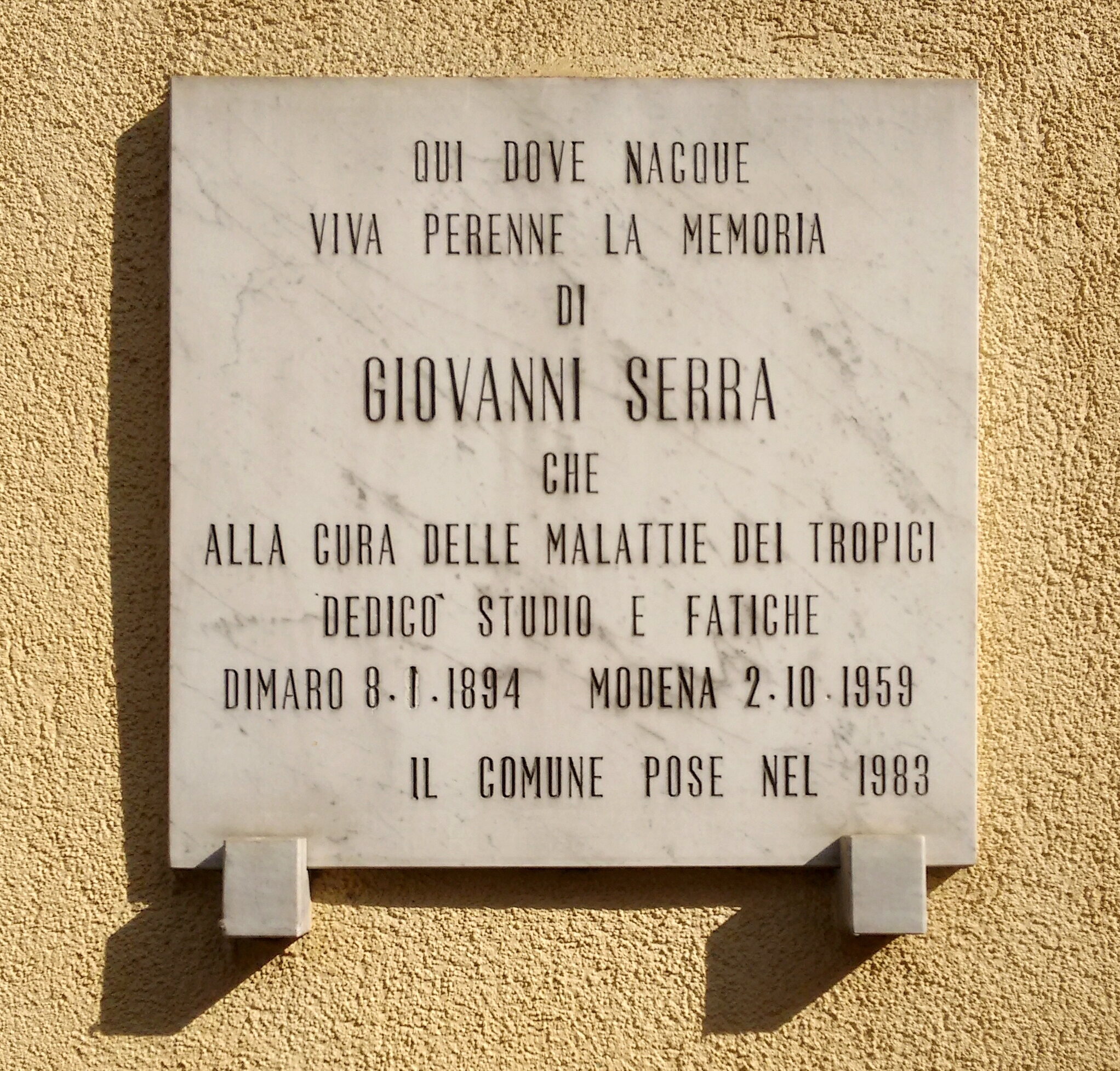
Targa commemorativa presso la piazza Giovanni Serra nel paese natale

### Principali
- La malattia del sonno o castellanosi, Venezia, 1940, SBN UFI0084513.
- Etiologia, terapia e profilassi delle malattie tropicali, Milano, 1942, SBN TSA0022239.
- La peste del 1630 a Modena : come era vista, sofferta e curata, Modena, 1959, SBN MOD1632165.

### Altre
- L'anchilostomanemia dei bambini negri in rapporto con la povertà dell'ambiente in cui vivono, Giornale italiano di clinica tropicale, Napoli 1937.
- Annali di patologia tropicale e di parassitologia, Modena 1940.
- L'antimoine en thérapeutique coloniale, Bulletin médical du Katanga. N. 6, 1934. Travaux originaux.
- Caso di febbre esantematica mediterranea in provincia di Modena G. Serra, G. Tarabini-Castellani Estr. da: Annali di patologia tropicale e di parassitologia. N. 1, A. 1., 1940.
- La colonizzazione nel centro dell'Africa Estr. da: Bollettino medico trentino. N. 6, 1933.
- Contributo allo studio anatomo-patologico e clinico della tripanosomiasi umana africana o castellanosi, Estr. da: Annali di patologia tropicale e di parassitologia. N. 2, A. 1., 1940.
- Le complicazioni meningitiche ed oculari della febbre ricorrente africana Estr. da: Annali di patologia tropicale e di parassitologia. N. 1, A. 1., 1940.
- Contributo allo studio del quadro clinico del sodoku, Estr. da: Rassegna internazionale di clinica e terapia. Vol. 21., n. 17, 1940.
- Contributo allo studio dell'infezione difterica fra gli indigeni di razza nera, Estr. da: Archivio italiano di scienze mediche colon. e di parassit. A. 17., fasc. n. 7, 1936.
- La cura ormonale nei tropici, IN: Nuove vedute sulla malaria / Maurizio Ascoli. - P. 95-107.
- Sulle cause di morte del Papa Alessandro VI, Borgia, Modena, Soc. Tip. Modenese, 1957.